# San Antonio de Maturín
San Antonio de Capayacuar, también conocida como San Antonio de Maturín o San Antonio del Río Colorado es capital del Municipio Acosta del Estado Monagas. Capayacuar significa en idioma chaima quebrada o lugar de las piedras o peñas.

## Geografía
Está ubicada en un valle cercano a la represa El Guamo, a orillas del Río Colorado.

## Historia
Los primeros aborígenes en hacer presencia en esta región fueron los indios chaima, pertenecientes a la tribu de los capaya.
Fundado el 7 de agosto de 1713 por el misionero capuchino Fray Gerónimo de Muro con la ayuda de indios caribes, cuacas y chaimas.Fue puesto bajo la protección de Antonio de Padua, un santo portugués, cuyas fiestas patronales se celebran en San Antonio de Capayacuar en junio.
Para finales de agosto del 2012, la crecida del río Cocollar, deja incomunicado el sector Las Delicias de San Antonio. De igual forma, las fuertes lluvias deja afectadas las zonas de La Pica, Tropezón, Río Cocollar, Puente de Miraflores, Triste y Cerro Negro.
En noviembre de 2014, es creado el Instituto de la Mujer “Lucía Guzmán”, inaugurado por Carmen Graciela Fernández esposa del alcalde Leansy Astudillo.

## Economía
En sus cercanías se cultiva café, cítricos y hortalizas.

## Instituciones educativas de educación superior
- Núcleo Rural del Instituto Pedagógico de Maturín (UPEL-IPM). Ubicación Sebastían José

## Sitios de interés
- Biblioteca Pública Williams H. Phelps: inaugurada el 5 de septiembre de 1948. Fue construida y donada por William H. Phelps Sr.[6]
- Mural de la Fundación de San Antonio de Capayacuar: erigido en 1987. Se encuentra en la entrada de San Antonio.
- Iglesia de San Antonio de Padua.
- El Playon - Comunidad "Culantrillar" Parroquia San Antonio (Acosta).
- Plaza Bolivar, donde se celebran diversas actividades culturales a lo largo del año.[7]

## Cultura

### Baile de la Culebra de Ipure
En la localidad de San Antonio de Capayacuar, nació una de las expresiones folklóricas más representativas del oriente venezolano: el Baile de la Culebra de Ipure. Esta danza tradicional, propia tanto del municipio como de la región, se caracteriza por la participación exclusiva de mujeres, quienes se organizan en fila descendente según la edad, de mayor a menor.
Durante la ejecución del baile, las participantes simulan el movimiento ondulante de una serpiente, evocando el arrastre de una culebra a través de gestos rítmicos y desplazamientos coordinados. Esta representación tiene raíces simbólicas vinculadas a la naturaleza, la fertilidad y la memoria ancestral, y forma parte del patrimonio cultural intangible de la comunidad.

### Carnaval
Otra celebración destacada en San Antonio de Capayacuar es el Carnaval, festividad que reúne a la población en torno a actividades recreativas y artísticas. La celebración inicia con la elección de la Reina del Carnaval, seguida por desfiles de trajes individuales, comparsas y carrozas, que recorren las principales calles del pueblo. Esta festividad combina elementos tradicionales con expresiones contemporáneas, fortaleciendo el sentido de identidad y participación comunitaria.
En febrero de 2024, Doriangeles Maican, fue elegida como la reina del carnaval.

## Personajes
- Luis Manuel Peñalver, (1918-2004): Médico, Malariólogo, Educador, Político, Vicerrector de la Universidad Central de Venezuela, fundador de la Universidad de Oriente (UDO).
- Julián Padrón, (1910 – 1954): escritor, periodista y abogado.
- William H. Phelps Jr., (1902 - 1988): ornitólogo y fundador de RCTV.
- Guillermo Bass Méndez, (1934 – ): cronista.
- Carlos Salazar Liccioni, poeta, novelista.
- Julio Gómez Peñalver, profesor y poeta.
- Julián Velásquez M. Abogado-Militar, Magistrado Corte Marcial.
- Juan Cesín Arredondo. Caficultor-Empresario (1928 - 2016).

## Gobierno

### Alcaldes (desde 1989)
| Período   | Gobernador            | Partido/Alianza    | Notas                                                                                    |
| --------- | --------------------- | ------------------ | ---------------------------------------------------------------------------------------- |
| 1989-1993 | Américo Alfonzo Veliz | Acción Democrática | Primer Alcalde                                                                           |
| 1993-1996 | Américo Alfonzo Veliz | Acción Democrática | Revocado en un referendo. José Vicente Guaimare fue designado para completar el periodo. |
| 1996-2000 | Raúl Parra            | Acción Democrática |                                                                                          |
| 2000-2004 | José Vicente Guaimare | IDEA               |                                                                                          |
| 2004-2008 | Jesús Velásquez       | Acción Democrática |                                                                                          |
| 2008-2013 | Edgar Gutiérrez       | PSUV               | Se postergan 1 año las elecciones municipales.                                           |
| 2013-2021 | Leansy Astudillo      | PSUV               | Electo por dos períodos consecutivos.                                                    |
| 2021-2025 | Jesús Velásquez       | MUD                | Actual Alcalde. Electo por elecciones directas.                                          |